# Улица Рентгена (Санкт-Петербург)
У́лица Рентге́на — улица в Петроградском районе Санкт-Петербурга. Проходит от Каменноостровского проспекта до улицы Чапаева.

## История
Первый участок улицы — от Каменноостровского проспекта до улицы Льва Толстого, был проложен в 1880-е годы и 16 апреля 1887 года назван Лицейской улицей. Рядом, в доме 21 по Каменноостровскому проспекту, располагался Императорский Александровский лицей, переведённый сюда в 1843 году из Царского Села (до переезда — Царскосельский лицей).
6 октября 1923 года, в связи со смертью немецкого физика В. Рентгена, лауреата Нобелевской премии и первого исследователя рентгеновских лучей, его имя увековечили, переименовав магистраль в улицу Рентгена. Переименование было связано также и с тем, что в доме 1 по улице с 1922 года располагался Радиевый институт.
Второй участок улицы, между улицами Льва Толстого и Чапаева — более поздний, он начал прокладываться и застраиваться согласно решению Исполкома Ленсовета от 18 сентября 1944 года, а сквозной проезд появился там лишь в 1970-е годы.

## Здания

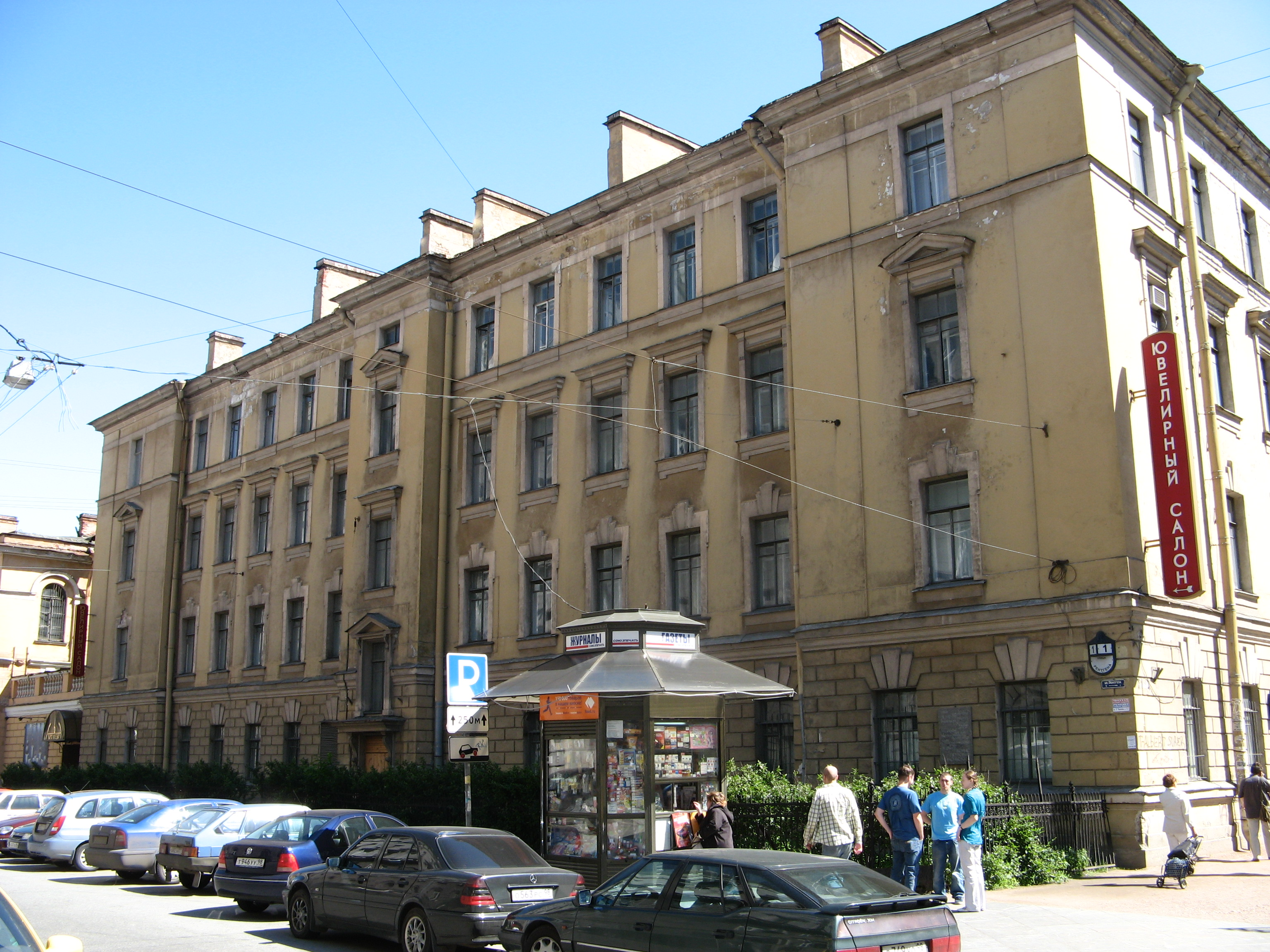
Здание Радиевого института (ул. Рентгена, 1)

- Дом 1 (Каменноостровский пр., 23) — бывший дом воспитателей Лицея. Построен в 1830-х годах в классическом стиле по проекту архитектора П. С. Плавова[1][2]. Реконструирован в 1903—1905 годах по проекту архитектора В. А. Демяновского. В 1887 году здесь в семье протоиерея Лицейской церкви И. Н. Смирнова родился будущий выдающийся математик В. И. Смирнов. В 1922 году здание было передано для размещения основанного В. И. Вернадским Радиевого института (ныне — НПО «Радиевый институт им. В. Г. Хлопина»). К 125-летию со дня рождения Вернадского в 1988 году в здании открыт музей Радиевого института. В здании также располагается первый в Европе циклотрон и небольшая часть исследовательских лабораторий института[3]. На фасаде здания по Каменноостровскому проспекту находятся мемориальные доски в честь академиков В. И. Вернадского и В. Г. Хлопина, по улице Рентгена — в честь академика Б. П. Никольского, на дворовом фасаде — в честь всех академиков и член-корреспондентов АН — сотрудников Радиевого института (всего 14 имён).  памятник архитектуры (федеральный)

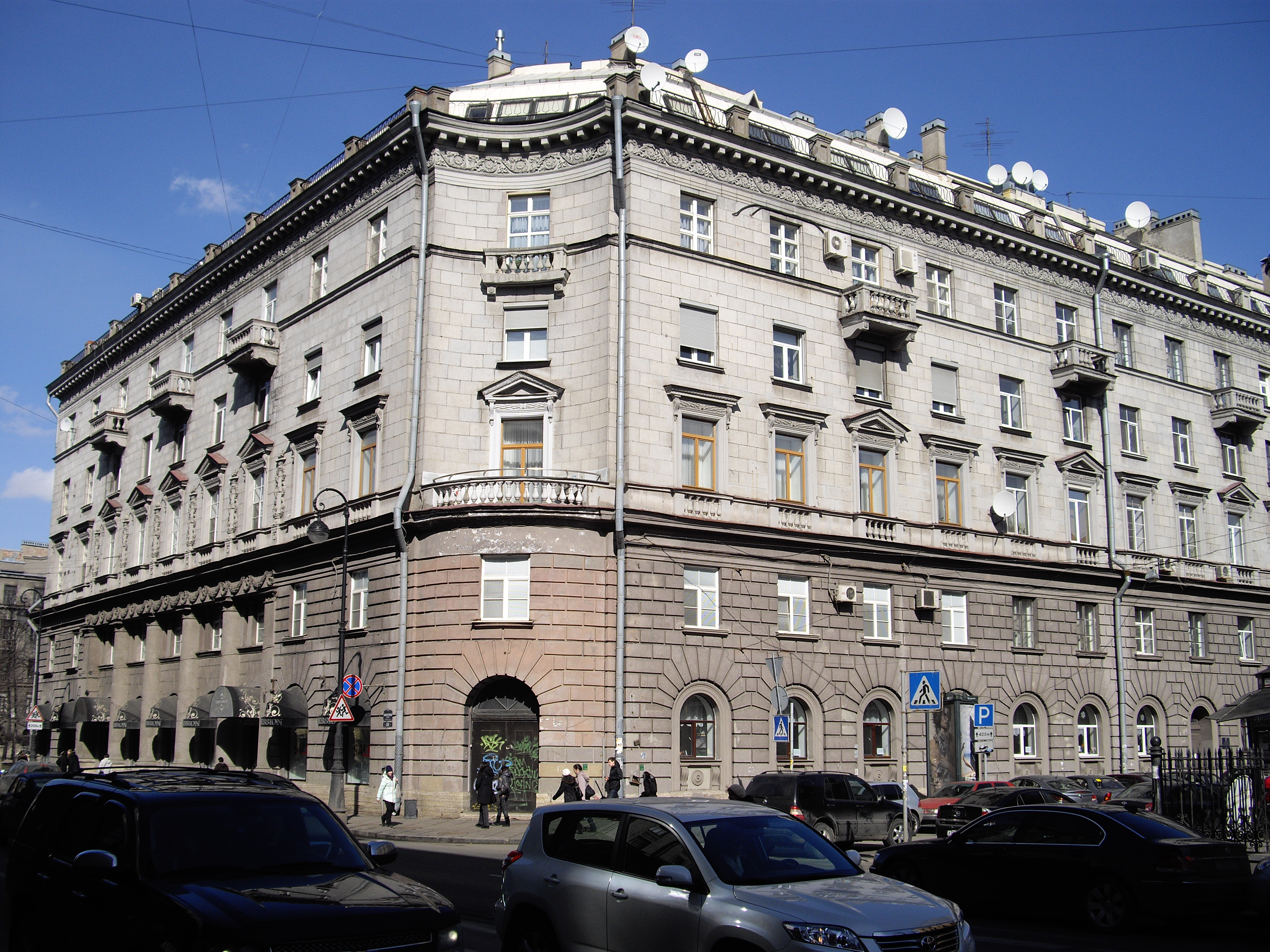
«Профессорский дом» на углу ул. Рентгена (дом 2) и Каменноостровского пр. (дом 25)

- Дом 2 (Каменноостровский пр., 25) — 1952, советский неоклассицизм, арх. О. И. Гурьев, В. М. Фромзель, К. А. Гербер. Здание построено на средства Министерства высшего образования для преподавателей вузов города. До революции этот участок принадлежал потомственному почётному гражданину, купцу 2 гильдии, придворному поставщику цветов Герману Фридриху Эйлерсу, тестю Ф. И. Лидваля. С 1881 года здесь располагались его цветочные гряды, оранжереи и жилые строения. В апреле 1918 года в тогдашнем доме 25 открылся районный «Народный дом им. Карла Либкнехта» (впоследствии «Народные дома» переименовали в «Дома просвещения»); на открытии с большой речью выступил Луначарский. Позже дом был снесён, и на его месте находился стадион. В 1930-х годах на этом стадионе проводились занятия семинара инструкторов фигурного катания, которые возглавлял Н. А. Панин-Коломенкин. В существующем здании жил ряд выдающихся учёных и преподавателей, среди которых В. И. Смирнов (жил в кв. 44 с 1952 по 1974 год), С. Э. Фриш (жил в кв. 26 с 1953 по 1977 год) и другие.

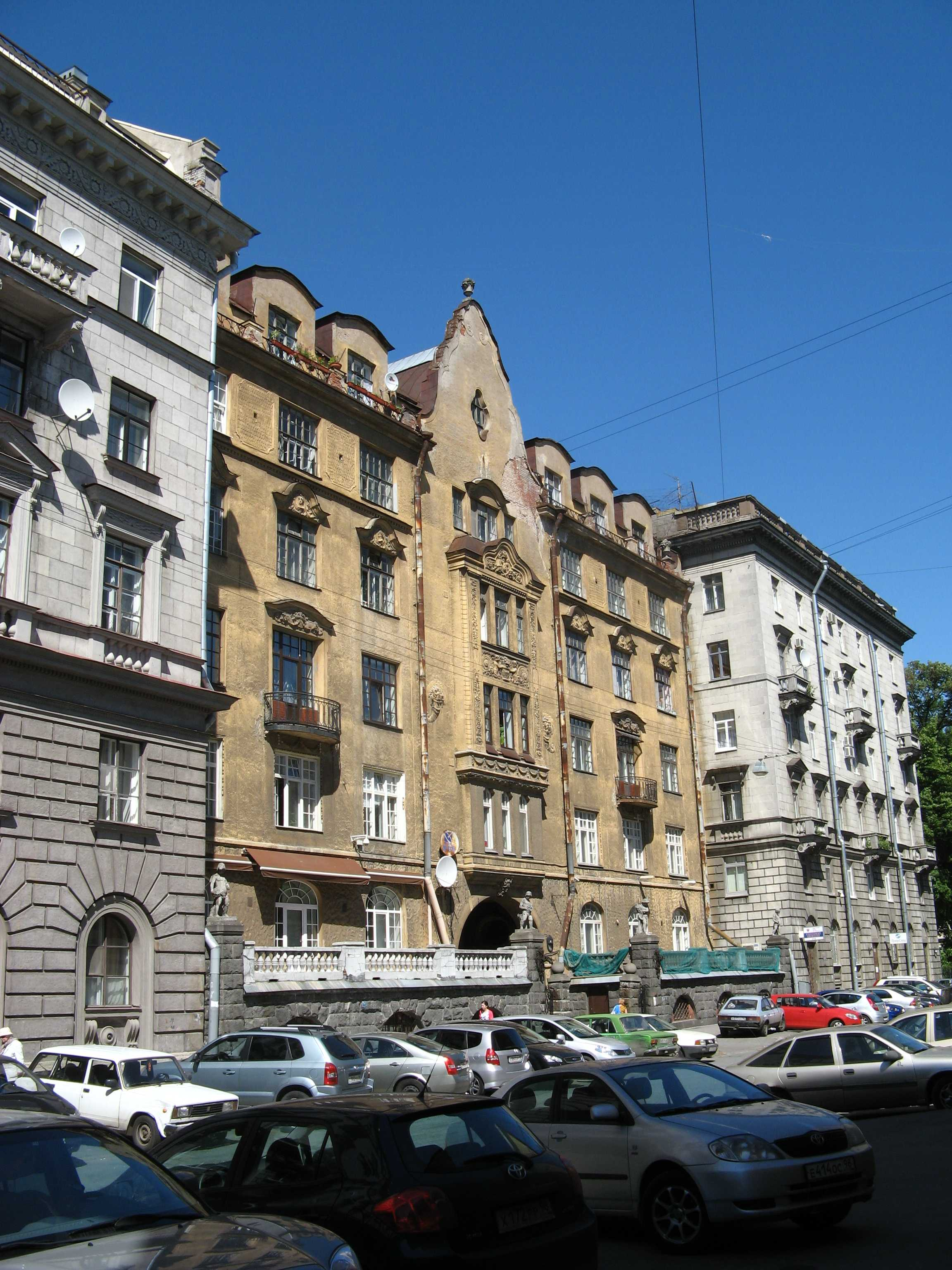
Доходный дом Эйлерса (ул. Рентгена, 4)

- Дом 4 — доходный дом Г. Ф. Эйлерса. Построен в 1913—1914 годах по проекту К. Г. Эйлерса (с участием Ф. И. Лидваля).  памятник архитектуры (вновь выявленный объект)[4]
- В доме 5 жил петербургский градоначальник Д. В. Драчевский.

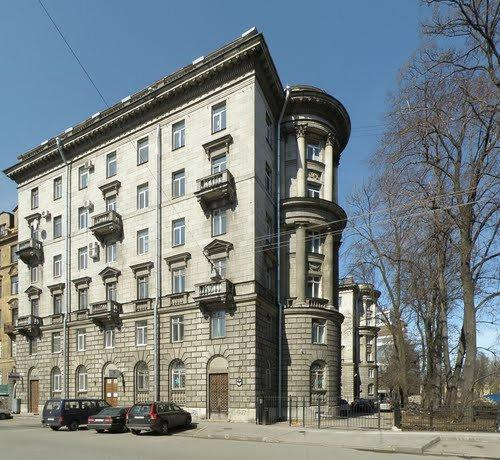
Улица Рентгена, 6

- Дом 6 — здание в стиле сталинского неоклассицизма, построенное в 1954 году для работников НПО им. Климова. Архитекторы: Гурьев О. И., Фромзель В. М. В здании предусмотрены своя котельная и бомбоубежище.
- Дом 7 — доходный дом М. Я. Стельп. Построен в 1910 по проекту Д. А. Крыжановского.  памятник архитектуры (вновь выявленный объект)[4] В квартире номер 12 этого дома, в квадратном окне, выходящем во двор, красовался витраж в виде паука с изогнутыми лапами, а паутина была собрана из прозрачных стёкол с полированным фацетом (утрачен при расселении коммунальной квартиры в 1990-е)[5].

В 1930—1940-х годах в квартире на шестом этаже жил художник-анималист и детский писатель Е. И. Чарушин.

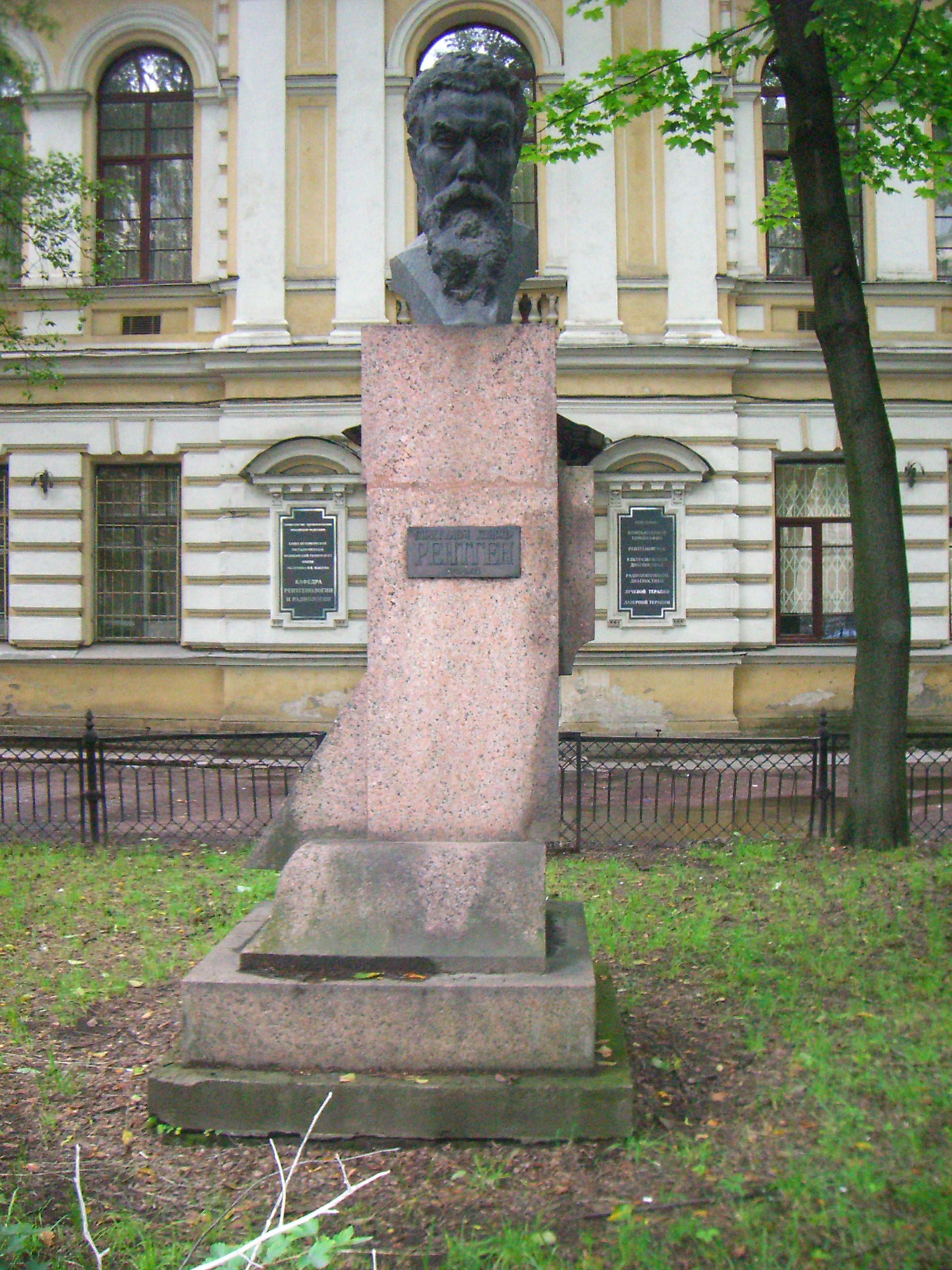
Памятник В. Рентгену (ул. Рентгена, 8)

- Дом 8 — здание больницы в память императора Александра II Благотворительного общества последователей гомеопатии. Построено в 1893—1898 годах по проекту П. Ю. Сюзора. При больнице находилась церковь со звонницей, освящённая Иоанном Кронштадтским. В советское время церковь демонтировали. С 1918 года в здании находился Государственный рентгенологический и радиологический институт, созданный по инициативе М. И. Неменова. В 1920 институт был преобразован в Центральный рентгенологический, радиологический и раковый институт. В 1971 году институт переехал в посёлок Песочный. Впоследствии в здании разместилась кафедра рентгенологии и радиологии Первого медицинского института.  памятник архитектуры (вновь выявленный объект)[4]
  - В палисаднике перед фасадом здания находится памятник Рентгену работы скульптора В. А. Синайского по проекту художника Н. И. Альтмана, открытый 17 февраля 1928 года (до революции на этом месте находился памятник Александру II).

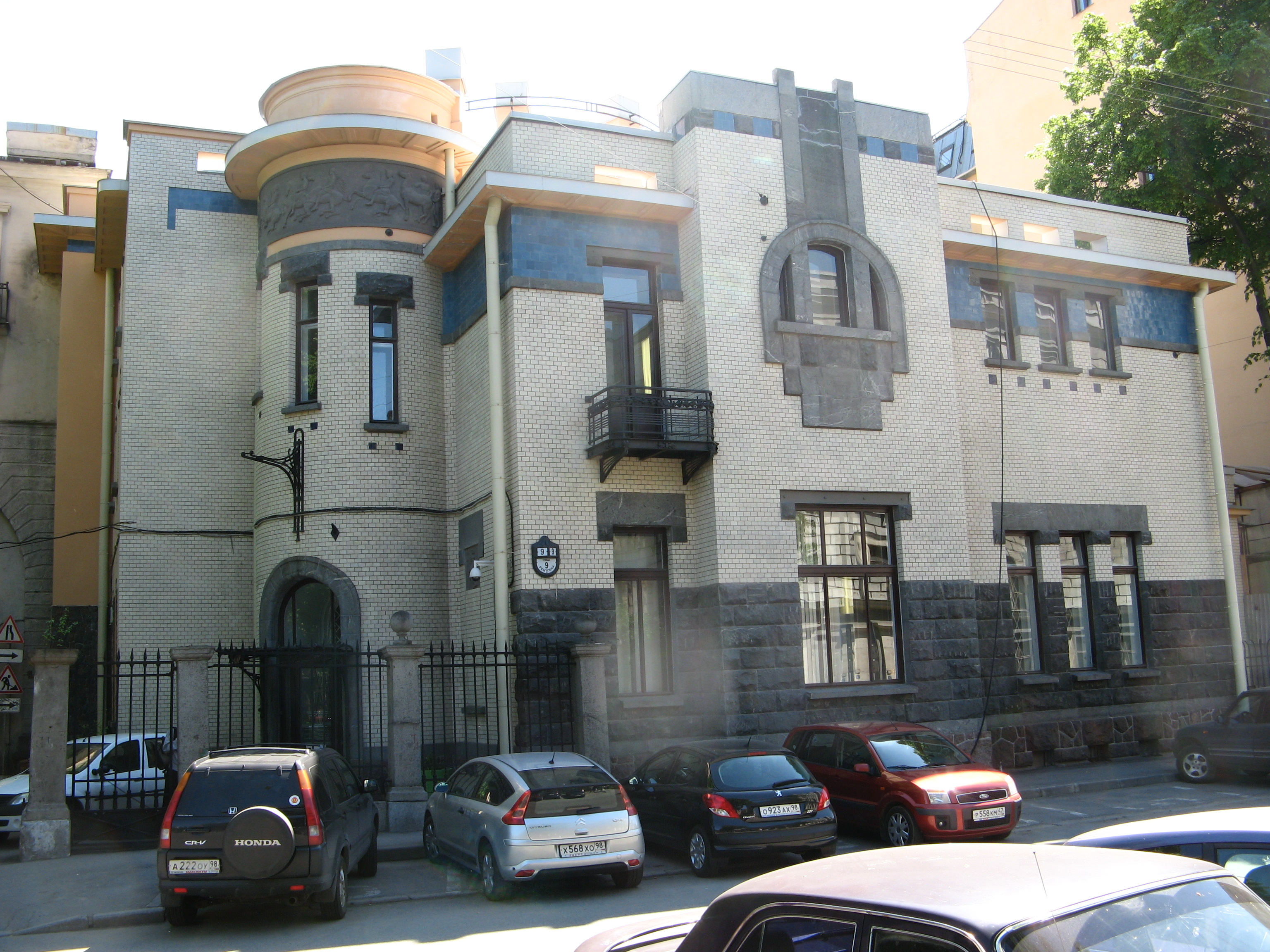
Особняк Чаева (ул. Рентгена, 9)

- Дом 9 — особняк инженера путей сообщения С. Н. Чаева. Построен в 1907 году по проекту Владимира Апышкова. Здание считается одним из лучших памятников петербургского северного модерна. План имеет диагональную ось, на которой размещены три цилиндрических объёма: тамбур, холл и зимний сад. Холл облицован искусственным мрамором. По второму этажу в холле проходит балкон-галерея. Стены украшены майоликовой плиткой и рельефными фризами по мотивам фризов Парфенона[6]. В 1914 году Ф. И. Лидваль возвёл небольшую пристройку на месте открытой террасы. В 1916 году архитектор М. И. Рославлев добавил одноэтажный объём с террасой. С 1912 года особняк принадлежал поочерёдно: Летуновскому П. Н., Соловьёву В. Н., Верстату М. Э. В ноябре 1919 года особняк был передан Пункту охраны материнства и младенчества[7][8]. С 1926 года в здании располагается районная стоматологическая поликлиника № 17[9][10].
- На противоположной стороне улицы Рентгена (ул. Льва Толстого, 17—19) ранее находилась школа № 72, а затем — организация «Жилсоцстрой», а в настоящее время — Клиника нефрологии и урологии ПСПбГМУ им. И. П. Павлова (арх. Р. Г. Тетельбаум при участии Н. Вейсберна, проект 1970 года, реализован в 1977—1989 годах). Перед фасадом на углу улиц Рентгена и Льва Толстого расположен сквер Фёдора Углова[11]. В сквере расположена металлическая скульптура в виде чаши, обвитой змеёй, — символа медицины[12], а также памятник, представляющий собой собирательный образ медсотрудника, заботливо полусклонившегося над пациентом. На пьедестале начертаны слова Углова: «Труд врача — в высшей степени гуманен и благороден»[13].

- Дом 17 (ул. Льва Толстого, 8) — здание, в котором с 1968 года действует спортивно-оздоровительный комплекс «Петроградец» с плавательным бассейном[14] (архитекторы В. Эксе, Л. Хидекель и В. Афанасьев)[15][16].
- Напротив центра «Петроградец» на углу ул. Льва Толстого располагается Институт пульмонологии СПбГМУ. Вплотную к нему и к дому 12 возведён 12-этажный Институт детской гематологии и трансплантологии имени Раисы Горбачёвой, созданный по инициативе и при участии Горбачёв-Фонда на базе клиники трансплантации костного мозга СПбГМУ (торжественно открыт в сентябре 2007 года)[17].
- В конце улицы, на пересечении с ул. Чапаева, (ул. Чапаева, 28 и 30а, Казарменный пер., 1—3, и Петроградская набережная, 44) — бывший комплекс казарм Лейб-гвардии гренадерского полка (арх. Луиджи Руска, 1805—1809)[18][19].
- На территории нынешнего д. 26 ранее находился радиоцентр № 7, предназначенный для глушения так называемых «вражеских голосов».

## Улица Рентгена в культуре
- «Улица Рентгена» — название очерка Веры Инбер (1942)[20]